# 쉐보레 콜벳 C5-R
쉐보레 콜벳 C5-R(영어: Chevrolet Corvette C5-R)은 쉐보레 콜벳 C5를 베이스로 제작된 레이스카이다.